# Phyllodoce modesta
Phyllodoce modesta är en ringmaskart som beskrevs av Jean Louis Armand de Quatrefages de Bréau 1866. Phyllodoce modesta ingår i släktet Phyllodoce och familjen Phyllodocidae. Inga underarter finns listade i Catalogue of Life.